# Międzynarodowy Festiwal Muzyki Sakralnej „Gaude Mater”
Międzynarodowy Festiwal Muzyki Sakralnej „Gaude Mater” odbywa się co roku w Częstochowie najczęściej w pierwszych dniach maja. Pierwszy festiwal odbył się w 1991 roku. Jego pomysłodawcą był Krzysztof Pośpiech. Festiwal swym patronatem objęło Ministerstwo Kultury i Sztuki oraz Episkopat Polski.

## Cele
Celem festiwalu jest zbliżenie się do siebie kultur poprzez wykonywanie muzyki różnych wyznań. Festiwal służy również prezentacji muzyki współczesnej, szczególnie polskiej. Celem festiwalu jest promocja młodych kompozytorów, poprzez wsparcie organizowanego przy festiwalu Międzynarodowego Konkursu Młodych Kompozytorów „Musica Sacra”. Festiwal zajmuje się również zagadnieniami problematyki „Sacrum w muzyce”, podczas odbywających się seminariów naukowych.

## Organizatorzy
- Ośrodek Promocji Kultury Gaude Mater, a od 2013 Stowarzyszenie Przyjaciół Gaude Mater
- Małgorzata Nowak (muzykolog) – dyrektor festiwalu

## Historia
Festiwal odbywa się corocznie od 1991 roku w Częstochowie. Wielu wykonawców gościło w Polsce po raz pierwszy na zaproszenie festiwalu. Byli to m.in.:
- Moskiewska „Chorowaja Akademija” (Rosja)
- Schola Gregoriana Holmiae (Szwecja)
- Orchestra da Camera Botticelli (Włochy)
- Chór Chłopięco-Męski Kościoła św. Tomasza z Lipska
- St.Sabina Choir (USA)
- Chór Męski Moskiewskiej Synagogi Żydowskiej (Rosja)
- Egipski Chór Koptyjski (Egipt)
- Religious Song Ensemble (Egipt).

Podczas koncertów „Polskich Prawykonań Sakralnych” wykonywane były utwory współczesnych oraz młodych kompozytorów, ale także młodych twórców. Wśród kompozytorów, którzy po raz pierwszy zaprezentowali swoje utwory na festiwalu byli m.in.:
- Edward Bogusławski
- Henryk Mikołaj Górecki
- Wojciech Kilar
- Stanisław Krupowicz
- Andrzej Koszewski
- Juliusz Łuciuk
- Paweł Łukaszewski
- Roman Maciejewski
- Romuald Twardowski
- Marian Sawa
- Józef Świder.

Co roku podczas festiwalu występuje ok. 1000 wykonawców (orkiestry, chóry, zespoły kameralne, soliści). Dotychczas na festiwalu zaprezentowali się artyści z kilkudziesięciu krajów świata m.in. z Argentyny, Austrii, Białorusi, Belgii, Bułgarii, Chorwacji, Czech, Danii, Egiptu, Estonii, Indii, Francji, Kanady, Niemiec, Rumunii, Szwajcarii, Szwecji, USA, Ukrainy, Węgier i Włoch.
Od 2007 roku Międzynarodowy Festiwal Muzyki Sakralnej "Gaude Mater" należy do Światowego Stowarzyszenia Festiwali Muzyki Sakralnej.